# 宽带综合调度增强网络
宽带综合调度增强网络(WiDEN,Wideband Integrated Dispatch Enhanced Network)是摩托罗拉公司为其增强型专用移动电话(ESMR)协议集成数字增强网络(iDEN)所提供的软件升级。WiDEN能为用户在4个25kHz的信道里同时传输，提供了100kbit/s的带宽。WiDEN被认为是2.5G技术中的一种协议。

## WiDEN的历史
WiDEN是对集成数字增强网络（iDEN）的升级，iDEN最早是由摩托罗拉公司与1993年所提出一种通信协议，并在1996年9月由美国的Nextel公司发展成商业通信网。
最初，WiDEN技术被认为是Nextel以及其下属公司的一个重要里程碑，但是随着Sprint Nextel合并计划的提出，就有传言说Nextel的iDEN网络会很快地被Sprint的CDMA网络所代替。虽然合并之后的无线网络路线图还没有完全发布，但是摩托罗拉和Nextel就继续发展iDEN和WiDEN已经达成一致，目前看来，至少在2010年12月31日之前是这样的。
Sprint Nextel目前认为，因为Sprint公司的CDMA网络已经是3G网络，并且要采用EVDO和EVDO Rev A技术，因此对于他们来说，对iDEN网络的升级很可能对公司是一个负担。

## WiDEN的用户设备
第一个兼容WiDEN的PC卡是Motorola iM240，它能支持60kbit/s的原始数据传输；第一部兼容WiDEN的电话是于2005年夏天发布的Motorola i850和i760。随着WiDEN的商业化发展，Motorola i870也于2005年10月31日上市。到2006年初为止，在大多数有Nextel网络的地方都可以使用WiDEN。

## WiDEN网络
目前，WiDEN已经在21个国家拥有26个商业化网络。